# Ophisurus serpens
Ophisurus serpens is een straalvinnige vissensoort uit de familie van de slangalen (Ophichthidae). De wetenschappelijke naam van de soort is gepubliceerd in 1758 door Linnaeus als Muraena serpens in de tiende editie van Systema naturae